# Dobsonia minor
Dobsonia minor är en däggdjursart som först beskrevs av George Edward Dobson 1879.  Dobsonia minor ingår i släktet Dobsonia och familjen flyghundar. IUCN kategoriserar arten globalt som livskraftig. Inga underarter finns listade.
Denna flyghund förekommer på Nya Guinea och mindre öar i området. Habitatet utgörs av skogar, träskmarker och trädgårdar. Individerna vilar ensam eller i små flockar i växtligheten. De äter huvudsakligen frukter. Per kull föds en unge.